# Densitatea populației

Densitatea populației pe țări în 2015

Densitatea populației reprezintă numărul de locuitori pe unitate de suprafață, măsurându-se, în general, în locuitori pe kilometru pătrat, obținându-se prin împărțirea numărului de locuitori la suprafață în km pătrați.
Țările cu cea mai mare densitate a populației, de peste 1.000 locuitori /km², sunt:
- Monaco
- Singapore
- Bahrain
- Vatican
- Malta
- Bangladesh
- Maldive

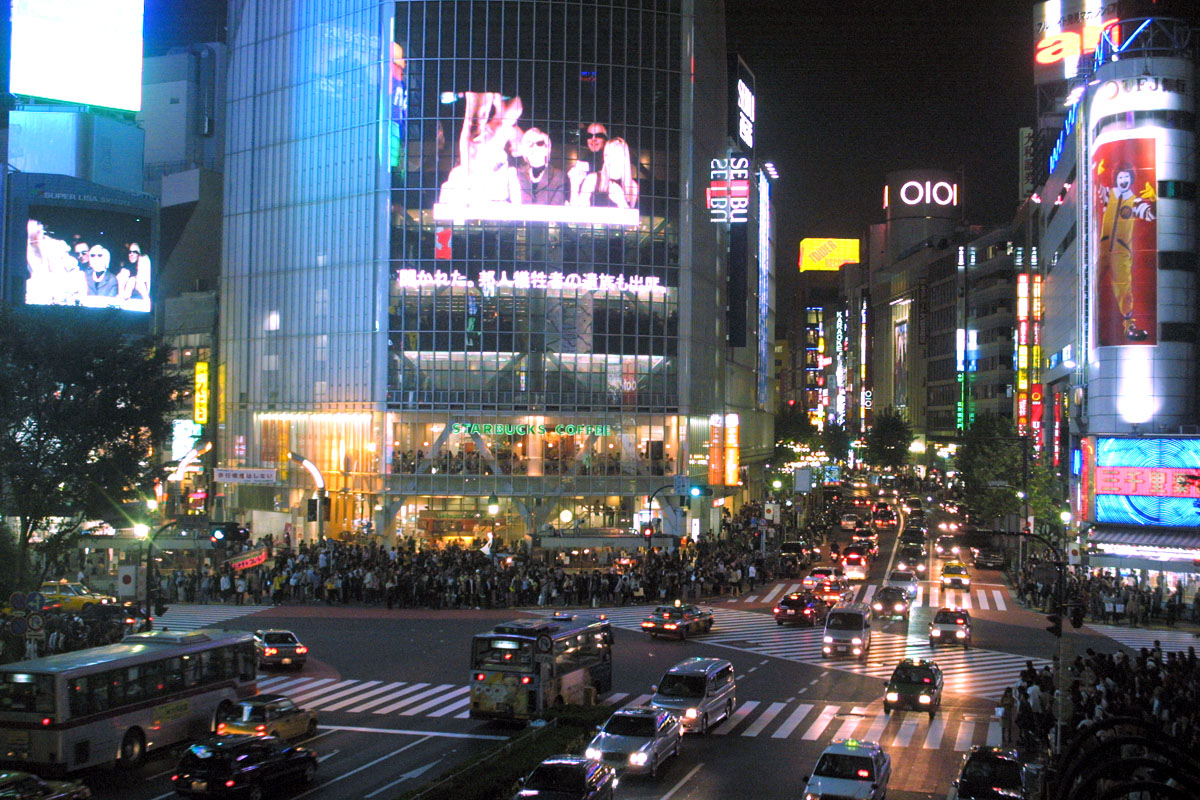
Tokyo, cea mai mare metropolă din lume

Aceste teritorii, relativ mici, au un nivel de urbanizare mare.
Cel mai populat stat mai mare este Bangladesh, unde 161,7 milioane de locuitori locuiesc în zonele cultivabile de la vărsarea râului Gange, cu o densitate de 1.123 locuitori /km². 
Densitatea medie a pământului este în prezent 55 locuitori /km², fără Antarctica.
Formula de calcul a densității:
ρ = m : V
ρ = densitatea populației
m = nr. locuitori (masa)
V = suprafața (volumul)